# Liste der Bodendenkmale in Tantow
In der Liste der Bodendenkmale in Tantow sind alle Bodendenkmale der brandenburgischen Gemeinde Tantow und ihrer Ortsteile aufgelistet. Grundlage ist die Veröffentlichung der Landesdenkmalliste mit dem Stand vom 31. Dezember 2020.
Die Baudenkmale sind in der Liste der Baudenkmale in Tantow aufgeführt.

## Bodendenkmale
| Gemarkung               | Flur | Kurzansprache                                                                | Bodendenkmalnummer | Bemerkung | Bild |
| ----------------------- | ---- | ---------------------------------------------------------------------------- | ------------------ | --------- | ---- |
| Damitzow (Lage)         | 1, 2 | Siedlung Bronzezeit, Dorfkern Neuzeit, Grab Bronzezeit, Dorfkern Mittelalter | 140064             |           |      |
| Damitzow (Lage)         | 1    | Siedlung Eisenzeit                                                           | 140065             |           |      |
| Damitzow, Tantow (Lage) | 1, 5 | Siedlung römische Kaiserzeit                                                 | 140066             |           |      |